# 笑劇的電音箱
『笑劇的電音箱』（しょうげきてきでんおんばこ）は、2008年9月4日から2009年9月1日まで山陰放送（BSSテレビ）で月に1回のペースで放送された情報バラエティ番組。

## 概要
『夜な夜なてれび』の後番組としてスタートした深夜番組である。
この番組は直後の時間帯に放送されていた『これじゃないと☆鳥取ナイト』とともに山陰地方のローカルタウン情報を様々な視点から伝えるという内容で放送されていた。山根伸志が体を張ってロケに参加する企画を中心に放送していたほか、山根演じるPAN（パン）と家福あゆみが繰り広げる一方通行的なやり取りを面白おかしく放送するコーナーや『夜な夜なてれび』より引き続き、山陰地方のパチンコホールを紹介するコーナーも設けていた。
構成は山陰地方で発行されているフリーペーパー『MUZZLE』の編集長：加藤寛大が担当していた。
公式サイトは設けられていない。

## 放送時間
- 毎月第1木曜 25:00 - 25:30 （2008年9月 - 2009年3月）年末年始編成の都合により、2009年1月放送分のみ第2木曜に放送。
- 毎月第1火曜 25:00 - 25:30 （2009年4月 - 2009年9月）

## 出演者
- 山根伸志（BSSアナウンサー）
- 家福あゆみ
- PAN - サングラスをかけたパンダのぬいぐるみ。声は山根伸志[1]

## 主な企画
- 笑劇的情報箱
- 山根伸志 ギターおやじの道